# アンドレア・チスターナ
アンドレア・チスターナ（Andrea Cistana, 1997年4月1日 - ）は、イタリア・ブレシア出身のサッカー選手。ポジションはディフェンダー。ブレシア・カルチョ所属。

## 経歴

### クラブ
ブレシア・カルチョのユースチームに在籍し、2014-15シーズンからはU-19のチームでプレー。同時に同シーズンには、セリエBのトップチームの試合の控え選手にも名を連ねた。
2016-17シーズンにはセリエDのASDPチリヴェルゲ・ディ・マッツァーノ、2017-18シーズンの後半はセリエCのACプラートにそれぞれレンタル移籍。
ブレシアに戻った2018-19シーズンは、9月にセリエBのデビューを果たすと、リーグ戦30試合に出場。セリエB優勝とセリエA昇格を経験した。

### イタリア代表
2019年11月8日、同月に行われるUEFA EURO 2020予選の2試合に向けたイタリア代表のメンバーに選出され、代表初招集となった。

## タイトル
ブレシア・カルチョ
- セリエB 2018-19